# Acci
Acci, auch Accis (heute Guadix el viejo), war eine antike spanische Stadt der Bastetaner. Sie lag am Kreuzungspunkt der Straße von Tarraco über Carthago Nova nach Castulo und Malaca und erstreckte sich auf den Höhen entlang des westlichen Rio Guadix in der Provinz Granada.
Gegründet wurde die Stadt entweder als Militärkolonie Colonia Iulia Gemella Acci beziehungsweise Colonia Iulia Gemellensis Acci etwa 45 v. Chr. durch Julius Caesar oder Augustus. Der Beiname Gemella, „Zwilling“, bezieht sich darauf, dass die dort angesiedelten Veteranen aus zwei Legionen kamen. Acci gehörte ursprünglich zur Provinz Baetica, seit einer Reform unter Augustus etwa 7–2 v. Chr. zur Provinz Hispania Tarraconensis. Die Jurisdiktion der Stadt lag beim conventus Carthaginiensis. Die das ius Italiae besitzenden Stadtbewohner gehörten zur tribus Popina. Möglicherweise betrieben die Bewohner der Stadt Bergbau, wenn man bei Plinius dem Älteren statt Aquitani Accitani liest. Während der Herrschaft der Westgoten war Acci auch Münzstätte.
Besondere Verehrung genoss der mit Mars gleichgesetzte Kriegsgott Neto. Der Bischof von Acci hatte in der frühchristlichen Kirche eine gewisse Bedeutung. Der episcopus Accitanus Felix findet sich auf der Teilnehmerliste des Konzils von Iliberi sogar an erster Stelle. Spätere Bischöfe spielen wichtige Rollen bei den Konzilien von Toledo.